# Ruzyně (tvrz)
Tvrz v Ruzyni je zaniklé panské sídlo v Praze. Její lokace není známá.

## Historie
Tvrz v Ruzyni je poprvé písemně zmíněna v listině z roku 1406, kdy byla ves i tvrz v majetku břevnovského kláštera. K tvrzi náležel dvůr s trojím poplužím. Za husitských bouří byl roku 1420 zdejší církevní majetek zabaven Pražany, kteří jej o devět let později postoupili k purkrabským statkům.
Tvrz neměla pro nové majitele význam a chátrala, k roku 1429 byla pravděpodobně již pustá. Z pozdějších let o ní nejsou žádné zprávy a není známá ani její lokace.